# Roma (España)
Roma o Santa Cecilia de Roma (llamada oficialmente Santa Sía de Roma) es una parroquia y una aldea española del municipio de Zas, en la provincia de La Coruña, Galicia.

## Entidades de población
Entidades de población que forman parte de la parroquia:
- Rus
- Santa Sía de Roma

## Demografía

### Parroquia
| Gráfica de evolución demográfica de Roma (parroquia) entre 2000 y 2023 |
|                                                                        |
| Datos según el nomenclátor publicado por el INE.                       |

### Aldea
| Gráfica de evolución demográfica de Santa Sía de Roma (aldea) entre 2000 y 2023 |
|                                                                                 |
| Datos según el nomenclátor publicado por el INE.                                |